# Мадагаскарский присосконог
Мадагаскарский присосконог (лат. Myzopoda aurita) — вид летучих мышей монотипного семейства Myzopodidae, встречающийся только на Мадагаскаре (хотя в ископаемом состоянии розетконогие известны из плейстоцена Восточной Африки).

## Внешний облик
Небольшой зверёк длиной тела 5,7 см, хвоста 4,8 см, весом 8—10 г. На основаниях больших пальцев крыльев и на подошвах задних конечностей у присосконога находятся сложные розеточные присоски, которые расположены непосредственно на кожном покрове (в отличие от присосок у присосконогих летучих мышей). Морда укороченная. Носового листка нет. Уши крупные, длиннее головы; имеют небольшой, но развитый козелок и дополнительный грибовидный вырост, частично закрывающий слуховой проход. Губы широкие, верхняя нависает над нижней губой. Хвост примерно на 1/3 длины выступает из межбедренной перепонки. I палец передней конечности имеет рудиментарный коготь. Пальцы на задних конечностях имеют по две фаланги и частично сращены между собой. Волосяной покров довольно редкий; окрас от светло-бурого до золотисто-коричневого. Череп с округлой мозговой капсулой и массивными скуловыми дугами. Зубов 38.

## Образ жизни
Мадагаскарский присосконог встречается лишь в дождевых и вторичных пальмовых лесах на восточном побережье Мадагаскара, включая леса полуострова Масоала. Его биология и экология практически не изучена. Вероятно, в качестве убежищ использует свёрнутые кожистые листья пальм и мадагаскарской равеналы (сем. Банановые), к которым прилепляется своими присосками. Все образцы были пойманы неподалёку от воды. Встречаются над полями, плантациями ванили, рисовыми чеками. Эхолокационные сигналы длинные, до 23 мсек. Питаются мелкими насекомыми, которых, видимо, ловят на лету.
В список Международной Красной книги мадагаскарский присосконог был внесён в 1988 году со статусом «недостаточно данных» (Insufficiently Known). С 1990 по 1996 год его статус оценивался как уязвимый (Vulnerable), а сейчас — как вызывающий наименьшие опасения (Least Concern).